# Extinct (filme)
Extinct é um filme de comédia de aventura animado por computador dirigido por David Silverman e co-dirigido por Raymond S. Persi. O filme estava programado para ser lançado no início de 2020, mas foi adiado.
Foi lançado em 2021.

## Elenco
- Adam DeVine como Ed, um flummel cinza masculino
- Rachel Bloom como Op, um creme feminino e flummel marrom
- Zazie Beetz como Dottie, um dodô
- Ken Jeong como Clarance, um spitz alemão anão vestido com um suéter vermelho
- Jim Jefferies como Burnie, um triceratops
- Catherine O'Hara como Alma
- Reggie Watts como Hoss
- Alex Borstein como Mali, um macrauchenia
- Steve Aoki como Vinny, um lobo-da-tasmânia
- Jason Hightower como Narrador
- David Silverman como Ciclope / Donut store clerk

## Produção
Foi anunciado em setembro de 2019 que um novo longa de animação estava em produção no Cinesite Animation dirigido por David Silverman com Raymond S. Persi como codiretor. O elenco anunciado incluiu Adam DeVine, Rachel Bloom, Zazie Beetz e Ken Jeong.
O enredo do filme conta a história de animais em forma de donut que viviam nas Galápagos em 1835. O loop temporal leva-os à Xangai moderna, o cenário é Xangai Porque o estúdio de produção HB Wink Animation está localizado nesta cidade; uma excursão a Xangai foi organizada para o designer de produção Evgeny Tomov.